# ケアプラス
株式会社ケアプラスは、まごころベルサービスのブランドで訪問医療マッサージ事業を主とする日本の企業。本社は東京都港区に所在する。拠点は全国24ヵ所。

## 沿革
- 2015年10月 - キャス・キャピタルグループに株式を譲渡

- 2018年6月 - 綜合警備保障株式会社(ALSOK)に全株式を譲渡し、ALSOKの完全子会社化

## 事業内容
- マッサージ医療費の請求及び事務代行業務
- 在宅療養者向け訪問療養マッサージ「まごころベルサービス」の運営事業

## 関連会社
- 綜合警備保障株式会社
- ALSOK介護株式会社
- 株式会社らいふホールディングス